# Stanovice (Hradec Králové)
Stanovice é uma comuna checa localizada na região de Hradec Králové, distrito de Trutnov‎.